# 德尔特·林德纳
德尔特·林德纳（德語：Dörte Lindner，1974年3月22日—），生于罗斯托克，德国女子跳水运动员。她曾代表德国参加2000年夏季奥林匹克运动会跳水比赛，获得女子3米跳板铜牌。